# Maultasche

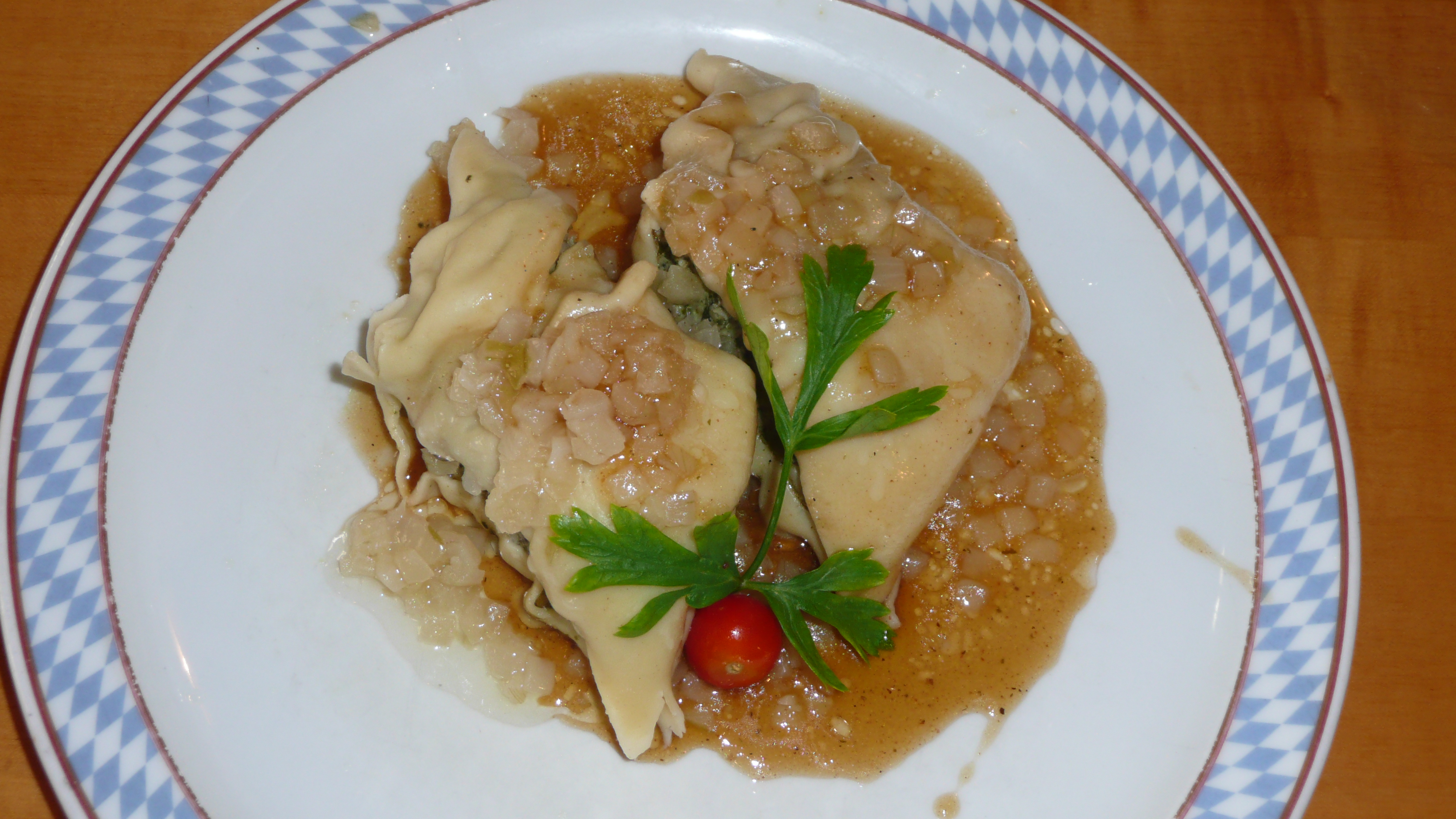
Schwäbische Maultaschen

Maultaschen (früher auch: Maulschellen, Laubfrösche) sind Teigtaschen aus Nudelteig mit einer Grundfüllung aus Brät, Zwiebeln und eingeweichten Brötchen oder auch rein vegetarischer Füllung mit Käse und Spinat. Sie sind eine Spezialität der schwäbischen Küche. In vielen Familien gibt es spezielle Rezepte, die weitere Zutaten wie gekochten Schinken, Spinat, geräucherte Schinkenwurst, Hackfleisch oder Bratenreste vorsehen. Die Schwäbischen Maultaschen sind seit 2009 von der EU in ihrer Herkunftsbezeichnung geschützt und fallen in die Klasse „Geschützte geografische Angabe“. Das bedeutet, mindestens eine der Produktionsstufen – Erzeugung, Verarbeitung oder Herstellung – wird im Herkunftsgebiet durchlaufen, hier Baden-Württemberg und der bayerische Regierungsbezirk Schwaben.

## Zubereitung

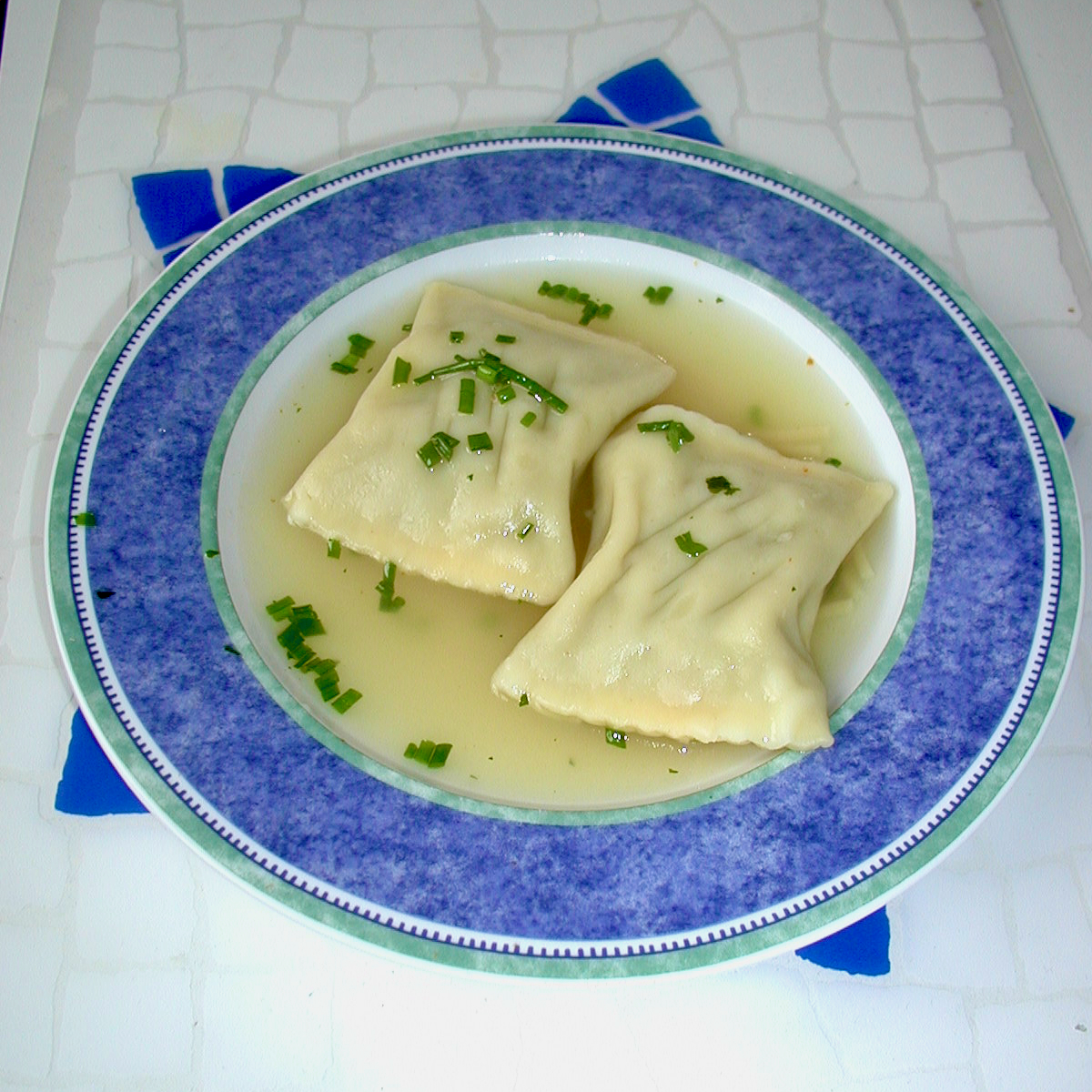
Maultaschen in der Brühe

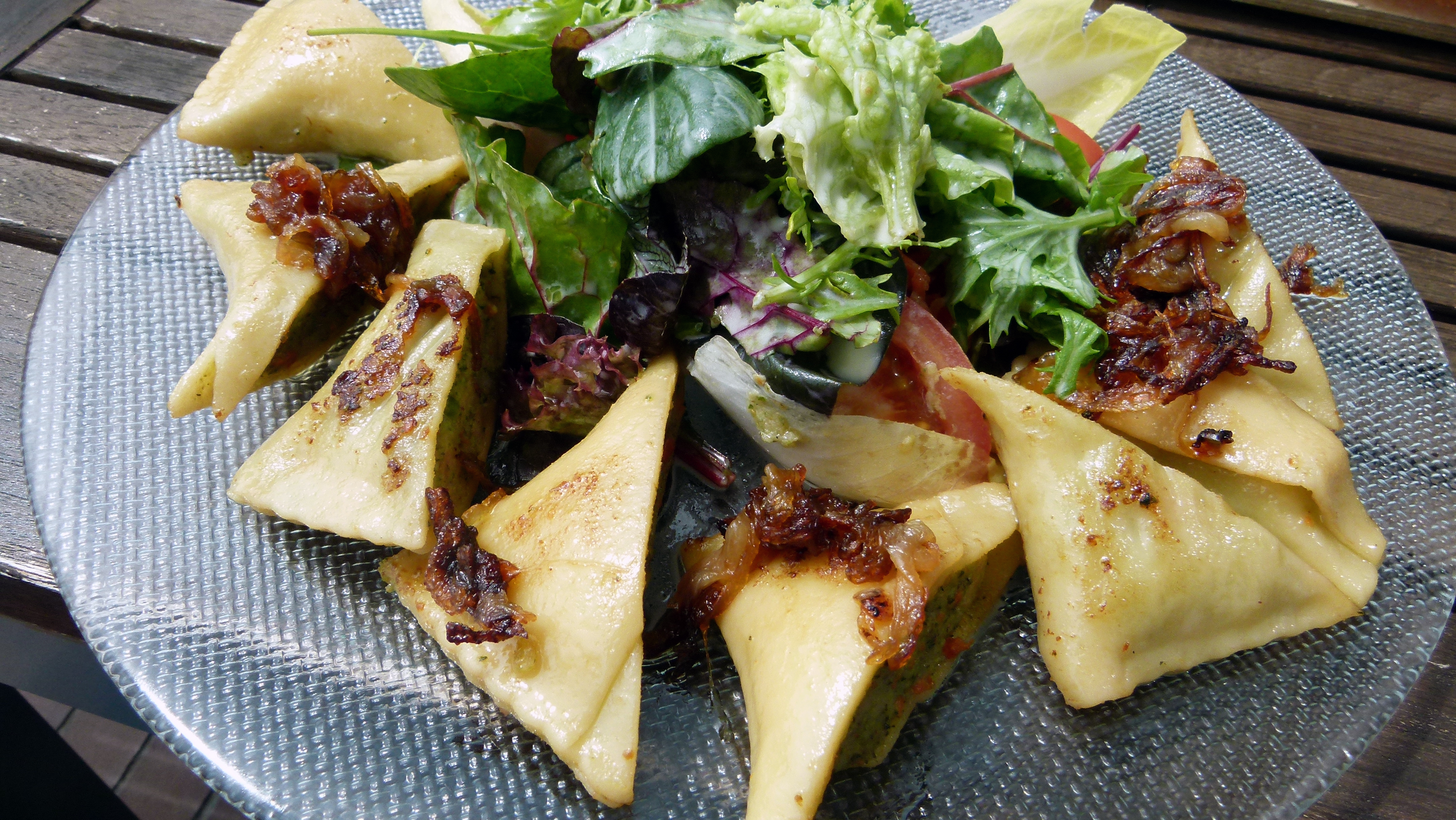
Badische Maultäschle in Zwiebelschmelze

Die Zutaten für die Füllung werden nach Rezept vorbereitet und vermengt, sodass sich eine glatte Masse bildet. Die Masse wird auf den Nudelteig aufgebracht und verteilt. Je nach Vorliebe können Maultaschen gefaltet oder gerollt werden. Etwas Wasser oder Eiweiß verbindet die Nudelteigenden besser und verhindert ein Aufplatzen der Maultaschen. Mit einem Kochlöffelstiel werden einzelne Maultaschen abgeteilt und dann abgeschnitten.
Gegart werden die Maultaschen in siedendem Salzwasser oder Brühe. Von dort aus werden sie abgeschöpft und zum Abtropfen gestellt.
Serviert werden Maultaschen meist auf eine der folgenden Arten:
- In einer Brühe als Suppeneinlage.
- „Geschmälzt“, d. h. mit in gebräunter Butter angebratenen Zwiebeln übergossen, dazu gibt es oft Kartoffelsalat.
- „Geröstet“, hier werden die Maultaschen in Streifen geschnitten und anschließend in der Pfanne gebraten (auch mit Zwiebeln und/oder Ei).

## Etymologie

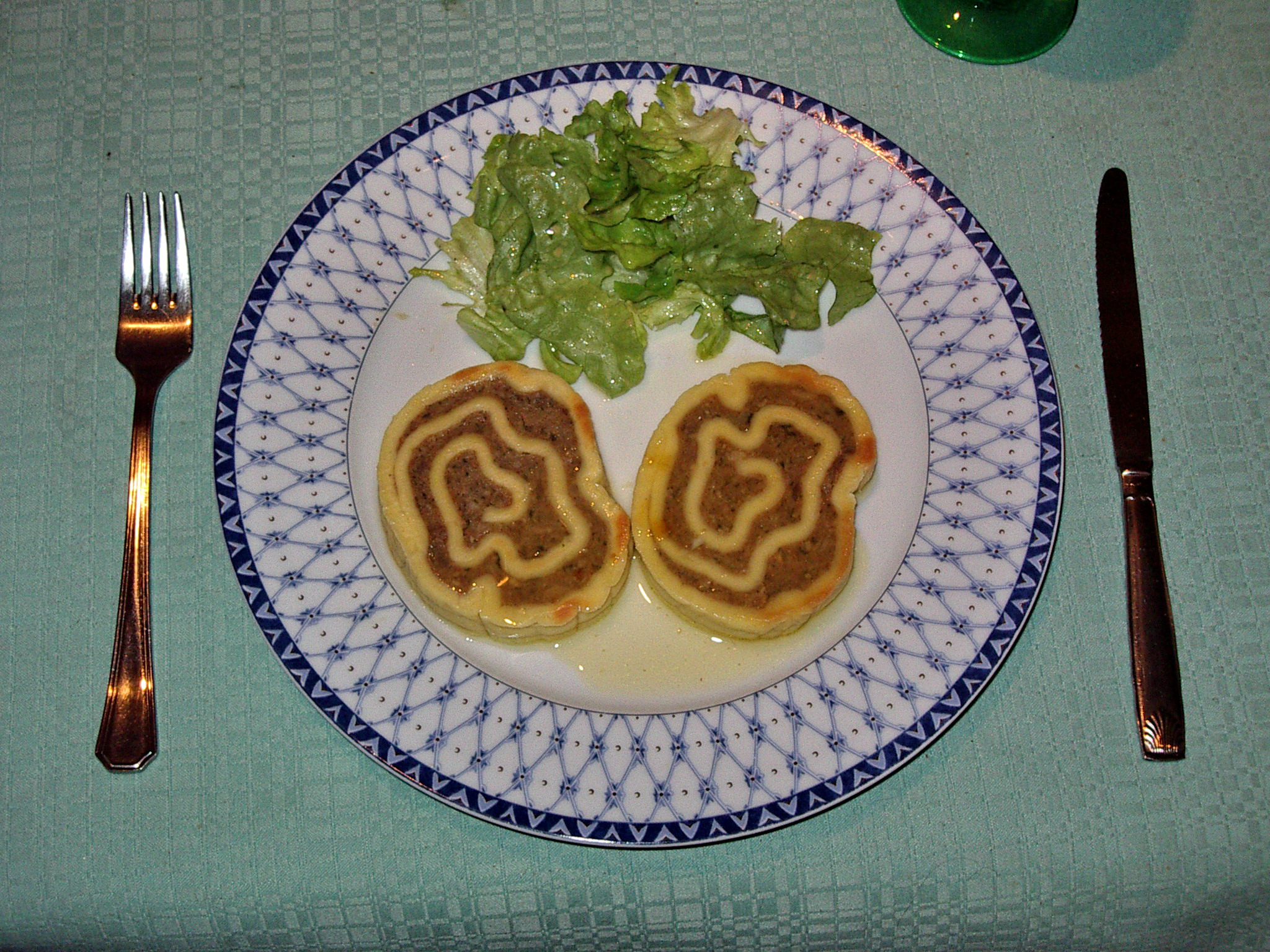
Elsässische Fleischschnacka

Der Ursprung des Wortes Maultasche geht auf das 16. Jahrhundert zurück und ist zunächst in der Bedeutung als „Ohrfeige“ bezeugt. Es findet sich bereits bei Martin Luther. Verwendet wurde auch das Wort „Maultatsche“. Tasche geht dabei auf „tatschen“ bzw. „tätschen“ im Sinne von „schlagen“ zurück, nicht auf die Form der Teigtasche. Später wurde die Teigware danach benannt. Kluges Etymologisches Wörterbuch vermutet einen Zusammenhang mit der aufgeschwollenen Form, ähnlich einer Wange nach einer Ohrfeige. Im 18. und 19. Jahrhundert wurden Maultaschen auch als Maulschellen bezeichnet. Ein deutsch-italienisches Wörterbuch aus Nürnberg übersetzt 1718 „raviolo“ als „Maultasche“. Grimms Wörterbuch gibt 1885 an, in Schlesien bezeichne das Wort Maultasche ein Gebäck, in Schwaben eine gefüllte Nudel. Auch in anderen Gebieten bezeichneten Maultaschen Süßspeisen, ein Leipziger Kochbuch aus dem Jahr 1794 nennt mehrere solcher Rezepte für Maultaschen. In einer Berliner Enzyklopädie aus dem Jahr 1802 und einem Darmstädter Kochbuch aus dem Jahr 1858 werden Maultaschen als süße Backwaren beschrieben. Mit Spinat gefüllte Maultaschen wurden in Schwaben auch als „Laubfrösche“ bezeichnet. Eine andere Etymologie ist, dass sich aus einem alten langen „a“ aus dem Wort „mahlen“ als schwäbische Dialekteigentümlichkeit ergeben hat: Tasche mit gemahlenem Inhalt.

## Legenden zur Entstehung der „Herrgottsbscheißerle“
Zur Entstehung der Maultasche gibt es verschiedene Legenden neueren Datums, die in älteren Lexika des Schwäbischen nicht belegt sind. Eine erst seit dem späten 20. Jahrhundert gängige Erzählung geht auf das Kloster Maulbronn zurück. In den Archiven der Klosterverwaltung finden sich keine Angaben zur Herkunft. Im Rahmen der Berichterstattung zum Maulbronner Klosterfest 1978 erwähnte die Pforzheimer Zeitung, dass die Maultasche „der Sage nach eine Erfindung eines gewitzten und findigen Klostermönches“ sei. Die Autorin und Konservatorin am Stuttgarter Württembergischen Landesmuseum Elke Knittel (1946–2007) veröffentlichte 1986 im Selbstverlag das Buch Wie Jakob die Maultasche erfand. Knittel gibt darin an, dass ein Laienbruder der im Kloster Maulbronn ansässigen Zisterziensermönche in der Fastenzeit das Fleisch vor dem Herrgott habe verstecken, ihn so also „bescheißen“ wollen. Im Volksmund habe dies zum Beinamen „Herrgottsbscheißerle“ geführt. Das Kloster Maulbronn übernahm diese Darstellung. Das Wort Maultasche sei eine Verkürzung der Bezeichnung Maulbronner Nudeltasche. Die Legende wurde in zahlreichen Reiseführern und Kochbüchern übernommen, etwa von Johann Lafer.
Die Stuttgarter Zeitung befragte 2016 unter anderem den Stuttgarter Koch Vincent Klink zur Legende. Er hält sie für falsch und geht von einer Herkunft der Maultasche aus Italien aus. Alfred Hilgermann gibt in seiner Broschüre Maultaschen & Co. an, die Firma Bürger verwende die Legende zu Marketingzwecken. Die Firma Settele bietet Maultaschen unter Berufung auf die Legende als „Herrgottsbscheißerle“ an.
Abgewandelt kursiert die Geschichte, dass es Protestanten gewesen seien, die der ursprünglich nur mit Kräutern und Spinat gefüllten, daher auch als „Laubfrosch“ bezeichneten Teigtasche heimlich Fleisch beifügten. In schwäbischen Familien ist es Tradition, dass Maultaschen in der Brühe das typische Gericht am Gründonnerstag sind.

## Amtliche Definition
Ein Amtsblatt der Europäischen Union definiert „Schwäbische Maultaschen“ bzw. „Schwäbische Suppenmaultaschen“ als „Teigtasche mit einer Füllung aus Fleischbrät, bzw. Gemüsebrät. Viereckige oder gerollte Form der Teigtasche; als Frischware oder in der Verpackung; wird zum Verzehr gebrüht oder geröstet.“ Als Zutaten sind angegeben: Hartweizengrieß und/oder Mehl, Vollei, Wasser und Salz für den Teig. Schweinefleisch, Rindfleisch, evtl. gerauchter Bauch, Spinat, Petersilie, Zwiebeln, Eier, Gewürze, Brot und Lauch für die Füllung. Verschiedene Qualitätskriterien sind gefordert:
- Farbe/Aussehen: Teigmantel hellgelb-hellgrau, Füllung locker gemischt mit noch erkennbarer Struktur
- Form: Rechteckig oder in gerollter Form
- Abmessungen: Standardmaultasche Länge 5,5–10, Breite 5–9, Höhe 1,5–2,5 cm; Suppenmaultasche Länge 1–5,5, Breite 1–5, Höhe 0,5–2 cm
- Konsistenz/Textur Teigmantel bissfest und nicht verklebend Füllung weich, Emulsion noch erhalten
- Eigengewicht: Standardmaultasche 40–150 g; Suppenmaultasche 10–40 g
- Proteingehalt bei fleischhaltigen Maultaschen und Suppenmaultaschen: Fleischbrät BEFFE-Gehalt mind. 7 % (BEFFE – Bindegewebseiweißfreies Fleischeiweiß);
- Frischeigehalt: Vollei der Güteklasse A, Trockenmassegehalt mind. 23 %
- Fleischgehalt: Fleischgehalt am Gesamtgewicht mindestens 8 %[2]

## Verbreitung

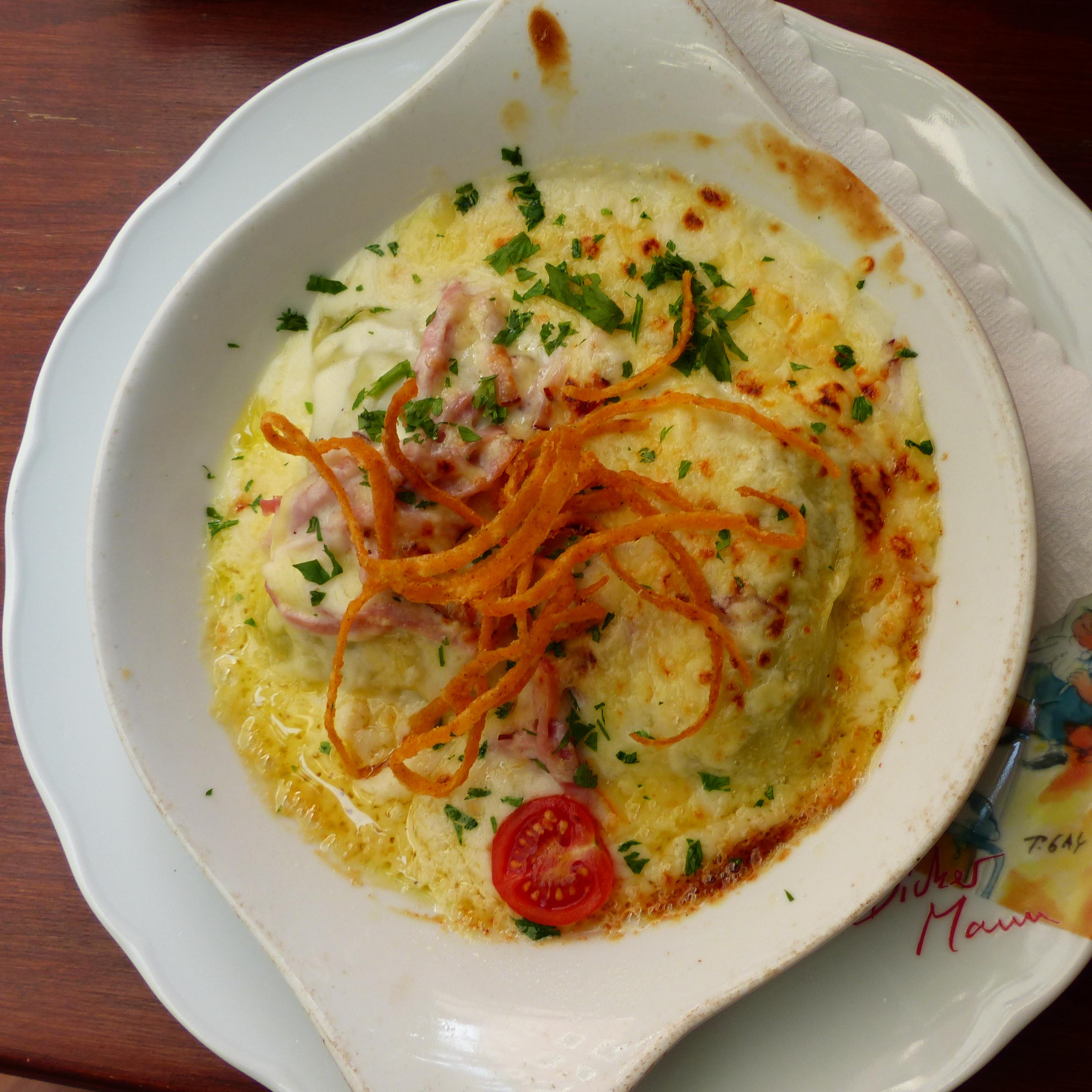
Allgäuer Maultaschen mit Schinken und Käse überbacken

Inzwischen sind Maultaschen weit über die schwäbischen Grenzen hinaus als Spezialität bekannt. Als Fertiggericht werden sie heute bundesweit angeboten; Marktführer ist der Hersteller Bürger. Er zeichnet auch für den Schutz als Herkunftsbezeichnung verantwortlich.
Den Maultaschen ähnlich sind die zahlreichen Teigtaschengerichte aus aller Welt. Hier zu nennen sind italienische Ravioli, Tortellini, Kärntner Nudeln, Tiroler Schlutzkrapfen, russische Pelmeni oder Wareniki, polnische Piroggen oder auch chinesische Jiaozi bzw. Wan Tan, türkische Mantı und Mandu in der koreanischen, Momos in der nepalesischen und tibetischen und Gyōza in der japanischen Küche. In Elsass/Lothringen findet man die sogenannten Fleischschnacka oder Fleischschnecken, bei denen die Maultaschenfüllung zunächst im Nudelteig zu einer langen Rolle aufgewickelt wird. Die Rollen werden dann in 1,5–2 cm lange Stücke geschnitten, die man dann wie Maultaschen anbraten oder anderweitig abschließend zubereiten kann.

### Bayerische Maultaschen
Eine völlig andere Speise sind bayerische Kartoffelmaultaschen, die je nach Gegend auch andere Namen wie Grammlmaultaschen haben können. Ein Kartoffelteig wird hierzu ausgewalzt, mit einer beispielsweise süßen Füllung aus Apfelschnitzen gefüllt und in einem Reindl im Ofen zubereitet. Optisch ähneln die Kartoffelmaultaschen dem Apfelstrudel, sie sind aber kleiner und derber.